# Spirale del silenzio
La spirale del silenzio è una teoria sviluppata negli anni settanta del Novecento da Elisabeth Noelle-Neumann, fondatrice, nel 1947, dell'Istituto di Demoscopia di Allensbach (Institut für Demoskopie Allensbach) di Magonza. La teoria si occupa dell'analisi del potere persuasivo dei mass media. La tesi di fondo è che i mezzi di comunicazione di massa, ma soprattutto la televisione, grazie al notevole potere di persuasione sui riceventi e quindi, più in generale, sull'opinione pubblica, siano in grado di enfatizzare opinioni e sentimenti prevalenti, mediante la riduzione al silenzio delle opzioni minoritarie e dissenzienti.
In particolare, la teoria afferma che una persona singola è disincentivata dall'esprimere apertamente e riconoscere a sé stessa un'opinione che percepisce essere contraria alla opinione della maggioranza, per paura di riprovazione e isolamento da parte della presunta maggioranza. Questo fa sì che le persone che si trovino in tali situazioni siano spinte a chiudersi in un silenzio che, a sua volta, fa aumentare la percezione collettiva (non necessariamente esatta) di una diversa opinione della maggioranza, rinforzando, di conseguenza, in un processo dinamico, il silenzio di chi si crede minoranza.
La teoria ebbe una notevole importanza nella scienza della comunicazione per la rinascita del dibattito sui poteri di forte persuasione dei mezzi di comunicazione, in contrasto con la scuola di pensiero che sosteneva un effetto debole dei mass media sul pubblico.

## Definizione
La tesi centrale della spirale del silenzio è la seguente: il costante, contemporaneo, ridondante e contorto afflusso di notizie da parte dei media può, col passare del tempo, causare un'incapacità nel pubblico nel selezionare e comprendere i processi di percezione e di influenza dei media; in questo modo verrebbe a formarsi la cosiddetta spirale del silenzio.
In questa situazione la persona singola ha il timore costante di essere una minoranza rispetto all'opinione pubblica generale. Per non rimanere isolata, la persona anche se con un'idea diversa rispetto alla massa non la mostra e cerca di conformarsi con il resto dell'opinione generale.
Nella sua ricerca, Noelle-Neumann ha dimostrato che le persone posseggono una specie di senso statistico innato, grazie al quale riescono a capire quale è l'opinione della massa e in questo modo a conformarsi con quella dominante.
I mezzi di comunicazione di massa non fanno emergere da soli la spirale del silenzio (in quanto fenomeni simili sono stati riscontrati anche in società dove non esistono i mass media) ma accentuano la paura dell'isolamento nell'uomo e quindi il processo di adattamento all'opinione generale.

## Effetti di omologazione e appiattimento della prospettiva storica
Uno degli effetti della spirale del silenzio è l'esercizio, da parte dei mass-media, di una pervasiva funzione conformista di omologazione e conservazione dell'esistente, ostili al rinnovamento delle sensibilità, dei gusti, delle opinioni.
Rispetto al conservatorismo, si aggiunge qui un ulteriore elemento aggravante: essendo i mezzi di comunicazione di massa, per loro stessa natura, schiacciati sulla dimensione contingente del tempo presente, e incapaci di elaborare ed esprimere una visione e una coscienza storica, la spinta al conservatorismo e all'omologazione che essi sono in grado di promuovere si presentano anche privi di qualsiasi spessore e di alcuna consapevolezza storica.

## Effetti nella prospettiva della psicologia individuale
Studi nell'ambito della psicologia delle emozioni dimostrano che la Spirale del Silenzio esercita un effetto anche sul "Self-Talk", il dialogo interno all'individuo stesso in particolare nel riconoscimento interno delle emozioni, sia nel bambino che nell'adulto e nella sua piena maturazione emotiva ed autoespressione, con il rischio della riduzione dell'autoascolto delle proprie esigenze emotive più profonde, perdita di alfabetizzazione emotiva per le emozioni negate. Per spezzare questa spirale del silenzio interiore è quindi necessario saper affrontarne e comunicare i momenti di disagio emotivo o non lasciarli silenti solo perché connessi a desideri considerati poco condivisi dalla maggioranza sociale.